# Морфонтен
Морфонте́н (фр. Morfontaine) — коммуна во французском департаменте Мёрт и Мозель региона Лотарингия. Относится к  кантону Вильрюп.	

## География
Морфонтен расположен в 45 км к северо-западу от Меца. Соседние коммуны: Виллер-ла-Монтань на севере, Виль-о-Монтуа на юге, Балье на юго-западе, Лекс на западе.

## Демография
Население коммуны на 2010 год составляло 1125 человек.
| 1962 | 1968 | 1975 | 1982 | 1990 | 1999 | 2010 |
| ---- | ---- | ---- | ---- | ---- | ---- | ---- |
| 1215 | 967  | 785  | 915  | 827  | 909  | 1125 |